# Sixto María Durán Cárdenas
Sixto María Durán Cárdenas (Quito, 6 de agosto de 1875 - 13 de enero de 1947) fue un pianista, compositor y abogado ecuatoriano. Destacó por su perfil polifacético, por ser un juez destacado, un compositor prolífico superando las más de cien piezas, y también por ser el director del Conservatorio Nacional de Música en tres ocasiones. Es uno de los compositores ecuatorianos más destacados especialmente gracias a la ópera de Cumandá, basada en la novela del destacado escritor del siglo XIX Juan León Mera. Sin embargo, fue principalmente un prolífico compositor de himnos para varias instituciones y marchas militares que son muy populares en su país como "Patria, tierra sagrada". 

## Biografía

### Primeros años
Durán Cárdenas nació en Quito el 6 de agosto de 1875. Se licenció en derecho en la Universidad Central del Ecuador en 1889. Si bien fue un compositor de música reconocido y galardonado, vivió una vida polifacética y continuó en su ejercicio de abogacía en paralelo. Sus padres fueron Domingo Durán, ayudante de campo del presidente Gabriel García Moreno y Emperatriz Cárdenas, cantante y notable arpista. En 1881 ingresa a El Beaterio para cursar la primaria con los hermanos sacerdotes. Seis años más tardes iniciaría sus estudios en el Seminario Menor San Luis de la ciudad de Quito. Ahí empezaría a estudiar música junto a un profesor alemán llamado Jausen. Terminó sus estudios en el año de 1894 graduándose de bachiller en humanidades clásicas para un año después ingresar en la Universidad Central donde estudiaría Derecho, siguiendo su tendencia humanística de su educación intermedia. Su conexión con la música no la perdería puesto que escribiría al respecto en la Revista de la Sociedad Fígaro: “Música” y “Bellas Artes”, en el año de 1897. Se graduaría dos años más tarde de abogado. 

### Inicios y el accidente en su mano
Tres años más tarde sería nombrado Defensor de pobres, para ejercer en los juzgados como procurador de pobres, cargo que existe dentro del derecho en Ecuador desde la época de la Real Audiencia de Quito. Ese mismo año el presidente Eloy Alfaro lo nombró profesor de piano intermedio del Conservatorio Nacional de Música y once años más tarde sería nombrado director del mismo. Su relación con el conservatorio se reanudaría en la década de los cuarenta cuando sería su director por una década, al final de su vida. Mientras tanto en 1916 sería director de la Escuela de Artes y Oficios donde cambiaría su vida puesto que un accidente le haría perder los dedos de la mano izquierda, condicionando su carrera musical para siempre. A pesar de su afinidad con el piano, debió dedicarse a la composición desde aquel suceso. Esto no lo detendría y gracias a su ética de trabajo se sobrepondría y destacaría como un gran compositor llegando a cerca de 150 obras al final de su vida. Sus composiciones girarían en torno a tres vertientes, música sinfónica, música de cámara y música folclórica. Estas tres ramas serán las prevalentes en la composición musical en Ecuador en lo que resta del siglo con exponentes tan destacados como Luis H. Salgado y Gerardo Guevara. 

### Carrera como abogado
En paralelo continuó con su carrera como abogado llegando a ser socio activo de la Sociedad Jurídico Literaria, en 1902. Ahí formaría parte de las reuniones organizando la música en cada velada. Además sería profesor de Derecho en la Universidad Central y miembro de la Asociación Escuela de Derecho de la ciudad de Guayaquil. Para ese entonces era ya reconocido a nivel internacional por lo que compuso su famosa pieza "Viva Chile" por el aniversario de la independencia y esto hizo que reciba el agradecimiento de la Sociedad Musical y Socorros Mutuos de ese país. Su habilidad para las letras los canalizó a los idiomas y fue miembro de la Academia Social de Lenguas. Además su carrera como juez continuaría fructíferamente llegando a ser Presidente de la Corte Superior de Justicia.

### Carrera como compositor
Respecto a sus composiciones haría un vals titulado "Corso de Flores" y una zarzuela titulada "La Leyenda del Monte" que sería estrenada en el Teatro Sucre. Este mismo año en 1911 Durán Cárdenas se casó con Valentina Miranda. No tuvieron hijos. Continuaría escribiendo sobre música por lo que publicaría una serie de seis artículos titulados "Música incásica" en el diario El Comercio, donde también escribía en el ámbito literario el escritor Isaac J. Barrera. Colaboraría además con Pedro Pablo Traversari para publicar "Las bellas artes en la instrucción pública de América". Años más tarde en 1920 se estrenaría en el Teatro Sucre su drama histórico titulado Atahualpa, con un guion escrito por Guillermo Dávila y la música por Sixto María Durán. El director de la orquesta sería Traversari. Tres años más tarde sería nombrado nuevamente Director del Conservatorio Nacional de Música donde trabajaría hasta 1933. En su honor en 1924 se crearía el Centro Musical Sixto María Durán en su ciudad natal, Ambato. Continuó presentando varias de sus numerosas composiciones en revistas como la Hélice o Ecuatorial. En 1927 fue nombrado miembro de la Sociedad Bolivariana de Ecuador y también sería miembro honorífico de la Sociéte Académique d’Histoire Internationale de París. Además se convirtió en miembro activo de la Asociación Antropológica Americana. Fue además nominado miembro de la Real Academia de Bellas Artes San Fernando de Madrid, así como director del Teatro Sucre. Poco tiempo después en 1930 publicaría su famosa marcha titulada Patria. Desde entonces empezaría a componer himnos para varias instituciones tradicionales de Ecuador. Dentro de ellas se encuentran, la Universidad Central, el Colegio Bolívar de Ambato, el Himno de la Provincia de Tungurahua, el Himno a Alfaro y el himno a la asociación de choferes. Después en la década de los cuarenta volvería a ser director del Conservatorio Nacional, cargo que desempeñaría por una década. En 1946 comenzó a sufrir de nefritis, y murió a la edad de 71 años el 13 de enero de 1947.

## Legado
Sixto María Durán a pesar de ser un compositor prolífico que vivió gran parte de su vida en el siglo XX, por la naturaleza de sus composiciones se encuentra más cerca de músicos del siglo XIX como Carlos Amable Ortiz y Antonio Neumane que de los grandes compositores del siglo XX como  Luis H. Salgado o Gerardo Guevara. Esto debido a la importante presencia de himnos, marchas, salves y pasillos en su música, géneros que más bien caracterizaron el siglo XIX antes que las composiciones Salgado o Guevara que se vieron muy influenciadas por los estudios musicológicos de Pedro Pablo Traversari y Segundo L. Moreno, de quienes Durán era contemporáneo. Si bien el interés por la música nativa existe en su obra, como se conocía a los ritmos aborígenes como el yumbo, yaraví, o danzante, esto está lejos de tener el protagonismo que experimentaría en las creaciones de los compositores típicamente nacionalistas del siglo XX. Sus himnos más bien están alineados con el rol y tipo de composición de Neumane, autor del Salve oh Patria, y sus pasillos, mucho más cerca de las composiciones de Amable Ortíz como "Reir llorando". Por esta razón su figura se convierte en una de transición marcando el fin del estilo de música clásica decimonónica para dar paso a las nuevas composiciones nacionalistas del siglo XX que estaban siendo encabezadas teórica y arqueológicamente por Traversari y Moreno en primera instancia para su posterior desarrollo por Salgado. El caso de Guevara sería similar al de Durán, al jugar un rol de transición con la siguiente generación que a su vez abandonaría el nacionalismo buscando nuevos horizontes musicales. 

## Selección de obras

### Canciones
- Campanas lúgubres, piano,
- Canción, coro a 4 voces iguales, 2 tenores y 2 bajos a capela;
- Canción de cuna, canto y piano,
- Canción de otoño, canto y piano,
- Corazón no llores más, barítono y piano,
- El pescador, canto y piano,
- En vibrante melodía, canto y piano,
- Hadas, canto y piano,
- Hallazgo, coro a 3 voces iguales;
- Inca yayalla: Atahualpa el más grande quiteño: su muerte impía /Poesía autóctona, canto y piano,
- La campana (canción escolar), coro a una voz y piano,
- La agricultura (no se conserva ni original ni copia);
- Madre, canto y piano,
- Navidad: canción infantil, canto y piano,
- Overtura, una voz y piano,
- Pinares, coro con solistas y 3 voces blancas;
- Rondel, violín y piano,
- Reville D’Album, P., publicado en revista Hélice, 1926;
- Tengo, texto, canto y P.

### Pasillos y vals
- A Colombia, piano, I premio en 1928 (Colombia); (Pasillo)
- Artículo 8 del Código Civil, piano, (Pasillo)
- Brumas, piano, publicado en revista Quito, 1922; (Pasillo)
- Ecos, piano, (Pasillo)
- La Lira Quiteña. (Pasillo)
- Myosotis, piano publicado en revista Quito, 1922; (Pasillo)
- Recuerdos, piano, (Pasillo)
- Siempre, piano; (Pasillo)
- Brisas chilenas (Vals)
- Corso de flores, piano, (Vals)
- Hipatia; (Vals)
- Mariposas, piano, (Vals)
- Mariposas doradas, piano, (Vals)
- Nostalgias, piano, ca. 1919; (Vals)
- Petite vals, piano,  (Vals)
- Veinte de Julio, piano (Vals)

### Óperas y zarzuelas
- Cumandá, en 4 actos; solistas, coro y orquesta. (Ópera)
- Mariana, en 1 acto; voces solistas, coro (Ópera)
- La leyenda del monte, voces y reducción de P., ca. 1910; (Zarzuela)
- La hija del banquero (Zarzuela)

### Himnos
- A Espejo, coro a una voz y piano
- América, coro a 4 voces mixtas y piano,
- Amor filial, coro y conjunto de cámara;
- Ecuador, coro mixto a 4 voces y piano
- El remero, coro a una voz y piano,
- Escuela Industrial Bolívar, coro a una voz y piano
- Escuela Profesional de Señoritas
- Escuela Rosa Pérez Pallares, coro a 2 voces y piano
- Escuela Rosa Zárate, coro a una voz y piano
- Guayaquil, coro a una voz y piano
- Himno a Alfaro (no se conserva ni original ni copia)
- Himno a Juan Montalvo, texto; coro a una voz y piano
- Himno a la Confederación de Militares Retirados
- Himno a la Universidad Central, canto y piano
- Himno de amor y paz, coro a una voz y piano
- Himno del Chofer,
- Himno del Pensionado Borja, canto a una voz y piano
- Himno escolar Liceo Fernández Madrid; canto y piano
- Himno Provincial del Tungurahua  / Remigio Romero y Cordero, texto; coro y piano
- Quito, canto a una voz y piano
- Vicente León, orquesta sinfónica (otra versión para soprano, coro y piano)
- Viva Chile

### Marchas
- Abdón Calderón: marcha triunfal (no se conserva ni original ni copia);
- Aviación, coro a una voz y piano,
- A Sucre, canto y piano,
- Ayacucho, banda (no se conserva ni original ni copia);
- Bolívar, coro a una voz y piano,
- Ecuador,  coro a una voz y piano,
- Escuela primaria (marcha escolar) coro a una voz y piano,
- Frine: marcha triunfal, orquesta sinfónica;
- Gladiador, piano,
- Marcha deportiva, coro a una voz y piano,
- Marcha escolar bolivariana, impresa en 1930;
- Marcha universitaria: Himno de la Universidad Central, coro masculino a 2 voces y P., impre. 1932;
- Patria, coro a una voz y piano,
- Scouts march, coro y piano,
- Sol de Ayacucho, banda
- Sucre Invicto, banda
- Venezuela: marcha triunfal, piano